# الکساندر ستون
الکساندر ستون که با نامهای ستونیوس و … نیز خوانده شده، کیمیاگر افسانه ای بود که زندکی او در آغاز قرن هفدهم گزارش شده‌است. او اغلب خود را کوزموپولیت می‌نامید.
کریستین دوم ساکسونی او را برای بدست آوردن روش کیمیاوی اش در تهیه اکسیر تحت شکنجه قرار داد ولی ستون تا پای جان مقاومت کرد و راز خود را فاش نساخت. بعد از اینکه با تلاش مایکل سندی‌ووجیس آزاد شد نصف فرمول خودش را به همسرش و نصف دیگر آن را به سندی داد. .

## مرگ
ستون قبل از سپتامبر ۱۶۰۶ در بازل سوئیس درگذشت.